# Кияни передусім!
«Кияни передусім!» — громадська організація, що була створена 10 лютого 2010 року за ініціативою голови Шевченківської районної у м. Києві ради та держадміністрації Віктора Петровича Пилипишина.
10 лютого 2010 року в столиці відбувся установчий конгрес громадського руху «Кияни передусім!», де зібралося більше трьох тисяч учасників. Це неполітичний рух заради змін у Києві. Програму дій нового об'єднання Пилипишин визначив у рамках семи кроків.
- «Перший крок — об'єднуємо в єдиний рух патріотів Києва.
- Другий крок — формуємо команду професіоналів.
- Третій крок — створюємо стратегію розвитку Києва.
- Четвертий крок — приводимо цю команду до влади в районах.
- П'ятий крок — за допомогою районів ініціюємо дострокові вибори мера та Київради.
- Шостий крок — - приводимо на Хрещатик, 36 порядних професійних управлінців.
- Сьомий крок — реалізуємо стратегію розвитку міста».